# Festa della Venuta della Santa Casa
La Venuta è una festa tradizionale delle Marche, diffusa anche in alcune zone dell'Umbria e dell'Abruzzo, che si tiene da più di quattrocento anni la sera tra il nove e il dieci dicembre, accendendo grandi fuochi in città, paesi e campagne.

## Descrizione
Nel calendario cattolico, il 10 dicembre è la festa della Madonna di Loreto, che celebra la traslazione della Santa Casa. Nella notte della vigilia, tra il 9 e il 10 dicembre, in tutte le Marche e in gran parte dell'Umbria specie nella Valnerina, è viva la tradizione di accendere grandi falò (i focaracci o fogaró)  per "rischiarare il cammino alla Santa Casa"; si tratta dei fuochi della notte della Venuta, intendendo per "venuta" l'arrivo della Santa Casa. I fuochi si accendono alle prime ombre della sera nelle campagne, nei paesi e nelle città, compreso il capoluogo, Ancona, dove i vari rioni gareggiano per allestire il fuoco più alto e bello. Quando i focaracci sono ormai bassi i ragazzi lanciano petardi e miccette e si sfidano nell'attraversare le braci saltando, tradizionalmente per nove volte.
La tradizione vuole che i fuochi odierni ricordino quelli che nel 1291 servirono ad illuminare la strada alla Santa Casa che in volo stava giungendo a Loreto, che ancora è il centro ideale di questa festa, ed anche uno dei pochi comuni in cui sono le istituzioni stesse che si fanno interpreti della tradizione. Intorno al fuoco a volte si recitano ancora, come voleva la tradizione, le Litanie Lauretane, invocando la protezione della Madonna, "Porta del Cielo" e "Stella del mattino". In altri luoghi, il focaraccio, o fogaró ha a volte un carattere più profano.
Dal 1978, in occasione dell'accensione del focaraccio che si accende nella piazza principale di Macerata, si annuncia il prossimo pellegrinaggio a piedi da Macerata a Loreto;  il comitato organizzatore del pellegrinaggio invita ogni anno ad organizzare ovunque i tradizionali falò. Anche gli scout, alcune pro loco e numerose parrocchie festeggiano ogni anno la Venuta.
Il falò acceso in occasione della festa assume nomi diversi a seconda della zona: focaraccio, fuocaracchio, fogaró, faone, foghèra, faore, focone, favore o anche semplicemente foco della Venuta.

## Origine
Precedentemente festa spontanea, nel 1617, grazie all'iniziativa del frate cappuccino anconitano fra' Tommaso, l'usanza si diffuse capillarmente in tutte le Marche.
Al momento della definitiva ufficializzazione della festa (1624) queste erano le prescrizioni, descritte dallo stesso Monaldo Leopardi, padre del celebre poeta: sparo di mortai, suono di tutte le campane (alle 3,30 della notte, ora in cui la Santa Casa avrebbe toccato terra), fuochi sopra alle torri comunali, lumi a tutte le finestre, mentre grandi falò si accendono nei paesi, in tutti i rioni delle città e nelle aie di tutte le case di campagna. Chi disponeva di un'arma da fuoco doveva sparare un colpo in aria, in segno di festa; di seguito veniva celebrata la "Messa della Venuta". Ad Ancona durante la vigilia si digiunava, mentre la popolazione della provincia di Ascoli e di Fermo consumava un abbondante pasto, battezzato con il nome di “Nataletto” (Natalitte).
Alla festa della Venuta del 1849 assistette anche Garibaldi, che si trovava ad Ancona per chiedere ai circoli patriottici sostegno per la causa della Repubblica Romana

## La festa della Venuta nei paesi dell'emigrazione marchigiana
I tanti emigranti che tra fine Ottocento ed inizio Novecento lasciarono la propria terra per cercare lavoro hanno continuato a celebrare la festa nei vari paesi di adozione, specie in Argentina, dove l'emigrazione marchigiana fu particolarmente intensa, contribuendo al progresso di quella grande nazione, ma coltivando anche il legame con la terra d'origine. Fu in Argentina che, tra le comunità marchigiane, nacque l'idea di celebrare in forma ufficiale una giornata delle Marche in corrispondenza della festa della Venuta.

## Festa delle Marche
Il consiglio regionale ha deciso nel 2004 di celebrare il dieci dicembre la giornata delle Marche, allo scopo di "riflettere e sottolineare la storia, la cultura, le tradizioni e le testimonianze della comunità marchigiana, per rafforzarne la conoscenza e il senso di appartenenza". La data scelta è quella in cui, in ogni parte del mondo, le tante comunità marchigiane residenti all'estero celebrano da sempre, spontaneamente, le loro origini: la festa della Madonna di Loreto, durante la cui vigilia si accendono i fuochi della Venuta, riconosciuti dai marchigiani come riferimento ideale e spirituale della propria terra e delle proprie origini.
In occasione della celebrazione viene assegnato il “Picchio d'oro” ai marchigiani "che si sono distinti nei rispettivi settori professionali o che con il loro nome abbiano portato lustro alla comunità regionale" (il picchio è il simbolo della regione).

## Festa del Passaggio
Anche in Umbria si celebra, in alcuni centri, la festa della Venuta, ad esempio a Cascia (Focone della Venuta), Monteleone di Spoleto, Scheggino, Verchiano, Sigillo, ecc..
La festa che si tiene per celebrare la traslazione della Santa Casa in Umbria si chiama "Festa del Passaggio", anziché "della Venuta". La tradizione popolare vuole infatti che la Santa Casa sia passata per l'Umbria prima di arrivare nelle Marche.